# RS-27
RS-27 je raketový motor vyvinutý roku 1971 společností Rocketdyne, spaluje kapalný kyslík a RP-1. Sloužil jako pohonná jednotka prvního stupně raket Delta a pozdějších typů raket Thor, mezi lety 1972 a 1990 startoval celkem 108krát.

## Stručná historie

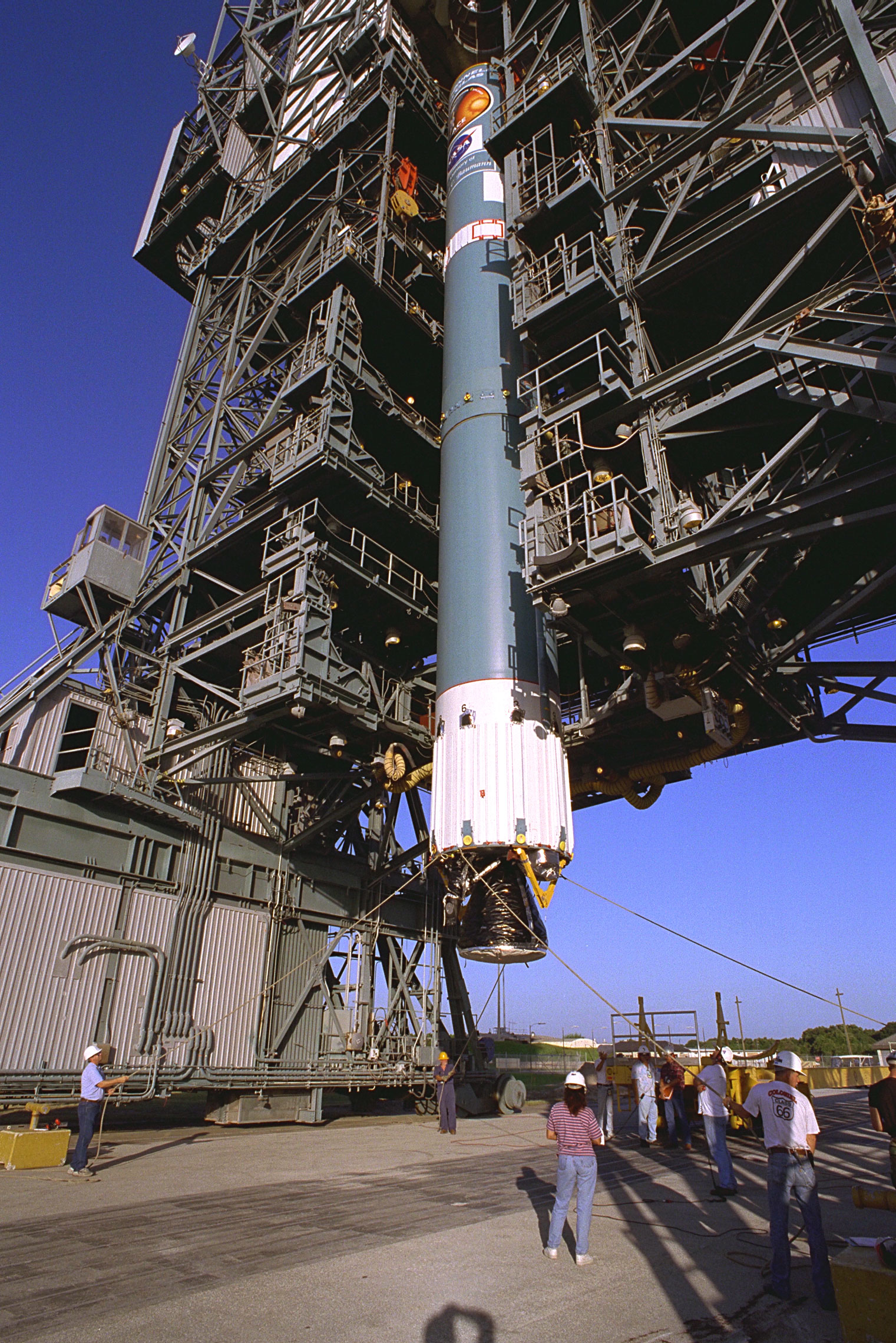
První stupeň rakety Delta 7920 s motorem RS-27A, 1997

RS-27 nahradil motor MB-3 (poslední varianta MB-3-3), používaný v raketách Thor a prvních typech raket Delta. První let se konal v raketě Delta 1000 18. ledna 1974. Byl používán až do série Delta 6000 a také v japonských raketách N1 a N2, které byly odvozeny od raket Thor-Delta a licenčně vyráběny společností Mitsubishi (pouze několik startů, 1975 - 1987). Pro sérii Delta 7000 byl motor modernizován a zlepšena jeho účinnost. Nový motor nesl označením RS-27A a byl používán do roku 2000 souběžně s další vylepšenou verzí RS-27C.

## Technické uspořádání
Pohonná jednotka RS-27 se skládá ze samotného motoru (označení RS270A) a 11 malých pomocných raketových motorů (Vernier). Hlavní motor i pomocné motory jsou kloubově zavěšeny, to umožňuje vektorování tahu a kontrolu náklonu, rotace a směru letu. Využívá otevřeného cyklu, tzn. část paliva je spálena a takto vzniklá energie je využita pro pohon turbínových čerpadel. Turbočerpadlo pro tekutý kyslík (LOX - Liquid oxygen) dosahuje výkonu až 1900 kW při 7085 ot/min. Palivové turbočerpadlo má výkon 1289 kW, otáčky jsou stejné jako u LOX turbočerpadla, protože se jedná o jednohřídelové uspořádání. Motor spotřebuje každou sekundu 250 kg tekutého kyslíku a 111 kg RP-1. Spalovací komora a tryska jsou vyrobeny z žárupevné legované oceli a chlazeny pomocí kanálků zabudovaných ve stěně, jako chladicí médium se používá palivo (tuto osvědčenou koncepci používají raketové motory už od 2. světové války, obdobné koncepce využívají i moderní letadla, kde palivo slouží i jako tlaková kapalina v hydraulickém systému). Teplota ve spalovací komoře dosahuje 3315 °C při tlaku 4,8 MPa.